# Clarissa Marchese
Pour les articles homonymes, voir Marchese.
Clarissa Marchese, née le 16 avril 1994 à Sciacca, est une mannequin italienne. Elle a été élue Miss Italie 2014.

## Biographie
Originaire de Sciacca, en Sicile, Clarissa Marchese naît en 1994. Diplômée du lycée scientifique, le 14 septembre 2014 elle est élue 75e Miss Italie.
Elle est la onzième Miss Italie sicilienne, la troisième consécutive après Giusy Buscemi et Giulia Arena.